# 北京外国语大学欧洲语言文化学院
北京外国语大学欧洲语言文化学院（英语：School of European Languages and Culture）是北京外国语大学的二级学院之一，其最早的历史可以追溯到1954年建立的波兰语和捷克语两个专业，后历经东欧语系、欧洲语言系等不同阶段，2007年改建为北京外国语大学欧洲语言文化学院。

## 机构设置

### 教研室
- 阿尔巴尼亚语教研室
- 爱沙尼亚语教研室
- 保加利亚语教研室
- 冰岛语教研室
- 波兰语教研室
- 丹麦语[1]教研室
- 芬兰语教研室
- 荷兰语教研室
- 捷克语教研室
- 克罗地亚语教研室
- 拉丁语教研室
- 拉脱维亚语教研室
- 立陶宛教研室
- 卢森堡语教研室
- 罗马尼亚语教研室
- 马耳他语教研室
- 马其顿语教研室
- 挪威语教研室
- 瑞典语教研室
- 塞尔维亚语教研室
- 斯洛伐克语教研室
- 斯洛文尼亚语教研室
- 希腊语教研室
- 匈牙利语教研室
- 意大利语教研室

### 科研机构
- 中东欧研究中心（教育部区域和国别研究培育基地）
- 波兰研究中心（教育部国别和区域研究备案中心，下同）
- 匈牙利研究中心
- 罗马尼亚研究中心
- 保加利亚研究中心
- 阿尔巴尼亚研究中心
- 巴尔干研究中心
- 希腊研究中心
- 意大利研究中心
- 瑞典研究中心
- 冰岛研究中心
- 芬兰研究中心
- 丹麦研究中心
- 波罗的海研究中心（校级科研机构，下同）
- 北欧研究中心
- 荷兰研究中心
- 欧洲非通用语文学翻译与研究中心（学院级科研机构）[2]

## 学生活动
院刊：《北外北斗》

## 学术辑刊
《欧洲语言文化研究》